# Museo Regional de Atacama
El Museo Regional de Atacama es un museo ubicado en Copiapó, Chile. Es una entidad cultural sin fines de lucro, cuya misión es rescatar, registrar, documentar, conservar, investigar, poner en valor y difundir el patrimonio cultural que resguarda, constituido por colecciones que en su conjunto integran y dan cuenta de parte importante de la identidad cultural regional de Atacama, Chile.

## Historia

### Orígenes
El Museo Regional de Atacama fue creado el 8 de diciembre de 1973, y funcionó en un comienzo en la desaparecida Casa de los Intendentes, de calle Atacama 630; exhibiendo colecciones arqueológicas, mineralógicas e históricas provenientes de la Universidad Técnica del Estado, la Escuela Normal Rómulo J. Peña, el Liceo de Hombres de Copiapó, el Centro Cultural Jotabeche, la Ilustre Municipalidad de Copiapó, el Regimiento Copiapó y algunos particulares. 
Un año más tarde, los fundadores del Museo solicitaron su incorporación a la Dirección de Bibliotecas, Archivos y Museos, lo que quedó acordado en un decreto fechado el 19 de abril de 1974. La institución debió trasladar sus instalaciones al recinto de la sede de la Universidad Técnica del Estado en Copiapó (actual Universidad de Atacama, debido a la demolición de la Casa de los Intendentes. 
En 1978 correspondió inaugurar el Museo en una nueva dependencia, Villa El Sol. Sin embargo, como esta sede sólo permitía la exhibición y se requería de un edificio que albergara al museo con todas sus necesidades; se localizó y restauró un edificio patrimonial de envergadura conocido como la Casa de los Hermanos Matta, Monumento Nacional según decreto N.º 1813 del 29/06/79, en donde se instaló una nueva exhibición que fue inaugurada en 1982. 
A partir de 1997, a través de un proyecto de Habilitación, Documentación y Conservación de sus colecciones, experimenta un importante proceso de modernización y cambio de visión que se traduce en la remodelación de sus espacios, nuevo desarrollo museográfico con elementos interactivos, laboratorio de conservación, taller de registro y documentación, habilitación de depósitos de colecciones, taller de diseño museográfico, sala múltiple, moderno equipamiento, nuevas publicaciones y numerosas actividades de extensión y difusión cultural. Desde el año 2009, bajo la dirección del Doctor en Historia, Guillermo Cortés Lutz, el Museo Regional buscó insertarse más en la comunidad, lo que se logró plenamente desde 2010, entre los mayores logros fue el aumentar las visitas, el publicar una revista especializada en temas de patrimonio e historia, el Boletín del Museo Regional,  dejar en la colección del Museo, La cápsula Fénix 2, que rescató a os 33 mineros, atrapados en la mina San José como así mismo, la nota Estamos bien en le refugio los 33 escrita por el minero José Ojeda. También se comenzó a buscar un nuevo espacio, para la construcción de un nuevo Museo Regional, donde se pueda exhibir toda la rica colección que tiene este Museo.

### La Casa de los Hermanos Matta
Desde su construcción, a mediados del siglo XIX, la propiedad de estilo neoclásico, se mantuvo en manos de la familia Matta Goyenechea y sus descendientes. Luego de tener diversos propietarios fue declarada Monumento Nacional en 1979 y un año después restaurada. En la actualidad es propiedad de Instituto de Normalización Previsional y ocupada en comodato por la Dibam.
En su construcción, se empleó tabiquería de madera, caña y barro. Las maderas a la vista, Pino Oregón, fueron traídas de Norteamérica. Vigas y pie derechos fueron elaborados en madera nativa del Sur de Chile. Toda la estructura descansa sobre una base de piedra sin cantear. Sobre esta fundación se extendieron vigas de madera nativa, trabajada con hachuela, sobre la cual se dispuso el entablado de Pino oregón.
El tabique está compuesto por pie derechos de madera y caña de Guayaquil. En muros se claveteaba, sobre los pie derechos, por dentro y por fuera. En el encielado de habitaciones y pasillos se disponía ocultando las vigas. En la techumbre se aplicaba de manera tal que quedara expuesta al exterior. Toda la tabiquería era enlucida con arcilla mezclada con abundante paja y guano. La capa de arcilla que cubría la techumbre era normalmente más gruesa, se acostumbraba a esparcir semillas sobre ella con el fin de aprovechar sus raíces, que compactaban el barro evitando que éste se agrietara al secarse totalmente. Las habitaciones eran empapeladas y su encielado recibía un enlucido de yeso y pintura. Finalmente, las casas eran enlucidas con una capa de arena y cemento que debía importarse de Estados Unidos o Europa.

## Exhibición
La exhibición permanente está motivada en el rescate y difusión del patrimonio cultural regional. Abarca desde el período arcaico hasta el siglo XIX, dando cuenta de 12.000 años de ocupación humana.
De acuerdo con los cánones del ICOM, incorpora los criterios de conservación que regulan la exposición de objetos de valor patrimonial; implementando un sistema de control y monitoreo de las condiciones ambientales, aplicando medidas de conservación preventiva destinadas a mantener y proteger el patrimonio expuesto.
En cuatro salas es posible conocer una síntesis didáctica del estilo de vida de la clase aristocrática de mediados del siglo XIX, la participación de los batallones Atacama en la Guerra del Pacífico, eventos relevantes de la historia de Copiapó, La Sala arqueológica, donde puede apreciar la evolución de los pueblos prehispánicos, La Toma de posesiòn el 26 e octubre de 1540 y el inicio de la invasiòn,  y parte  del período colonial,  finalmente existe un exhibiciòn etnogràfica de fotos de momentos de la vida del pueblo Colla.
La última sala de exhibición, consiste en la puesta en valor de una investigación etnográfica a un estilo de vida tradicional de esta región del país, los pirquineros. En esta sala se puede apreciar el desarrollo de la actividad minera en el transcurso de los años, comenzando por las diversas culturas prehispanas, llegando hasta las actuales explotaciones mineras de gran escala. Objetos, palabras, instalaciones, son recursos utilizados en esta sala. En esta sala también se encuentra, desde agosto de 2011, el mensaje Estamos bien en el refugio los 33, escrito por José Ojeda durante las labores de rescate de los 33 mineros atrapados en la mina San José en agosto de 2010. En el patio central se ubica la càpsula Fènix 2 , que rescató a los 33 mineros de las profundudades de ka mina San Josè.

### Exhibición "Hombres de Oro"

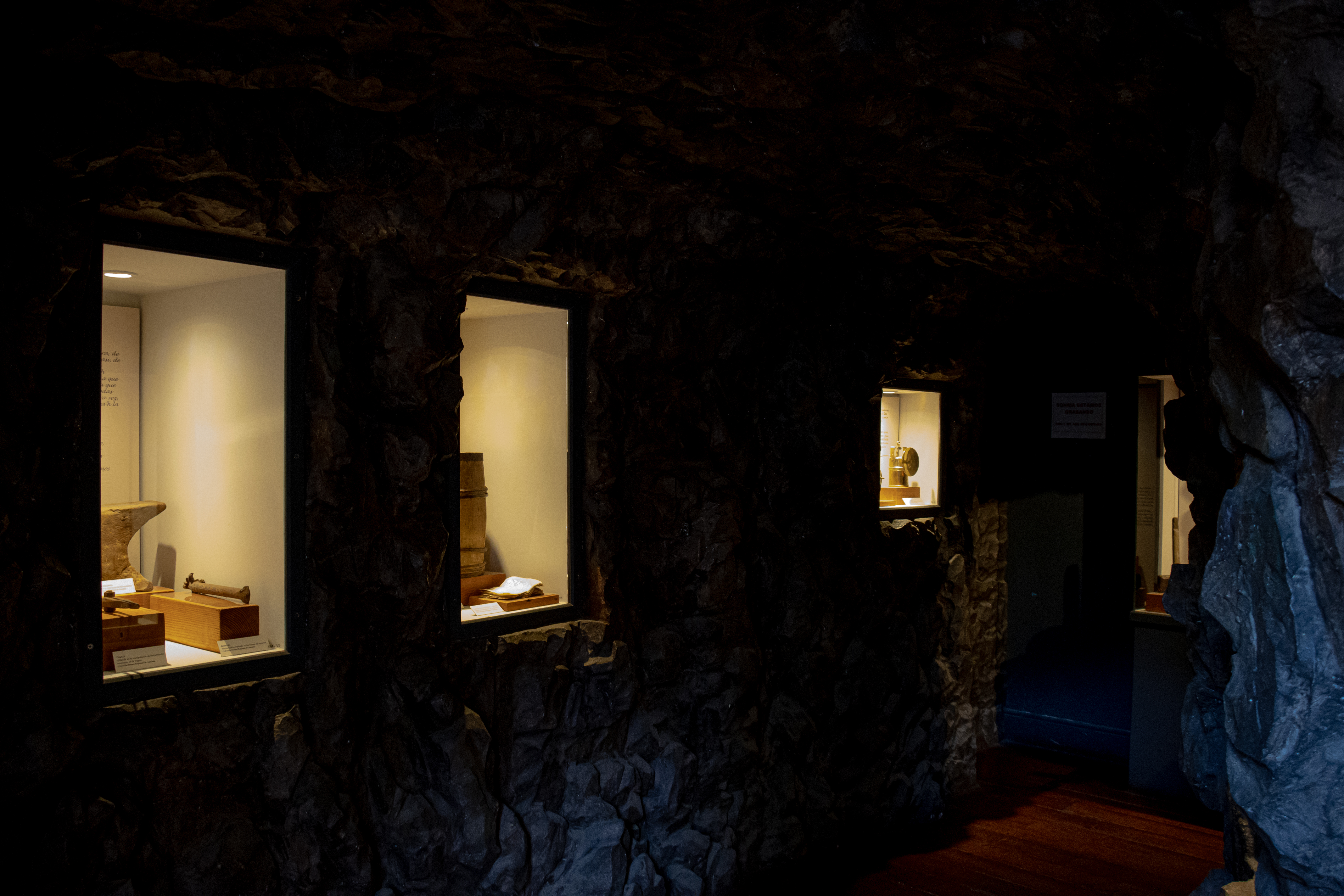
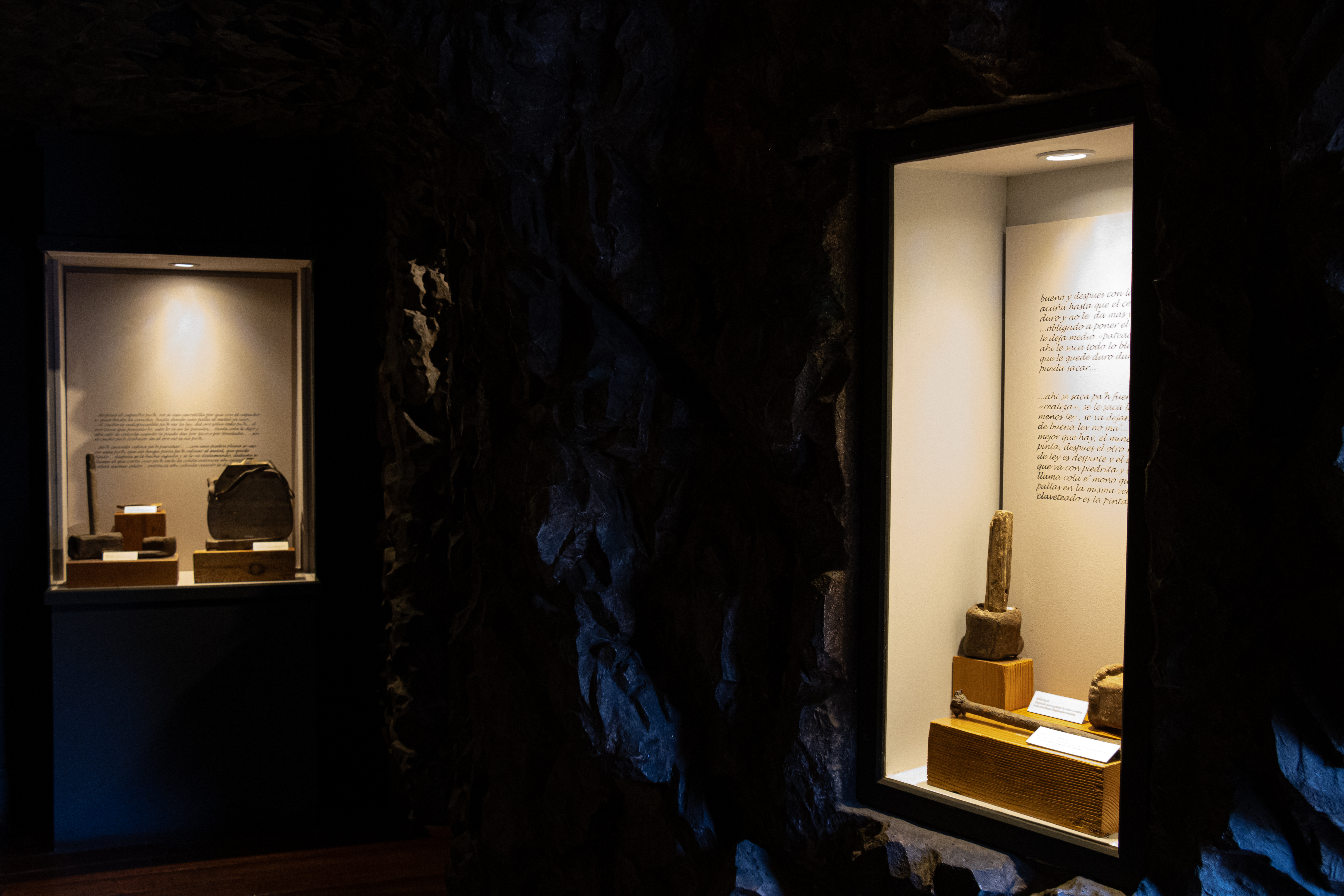
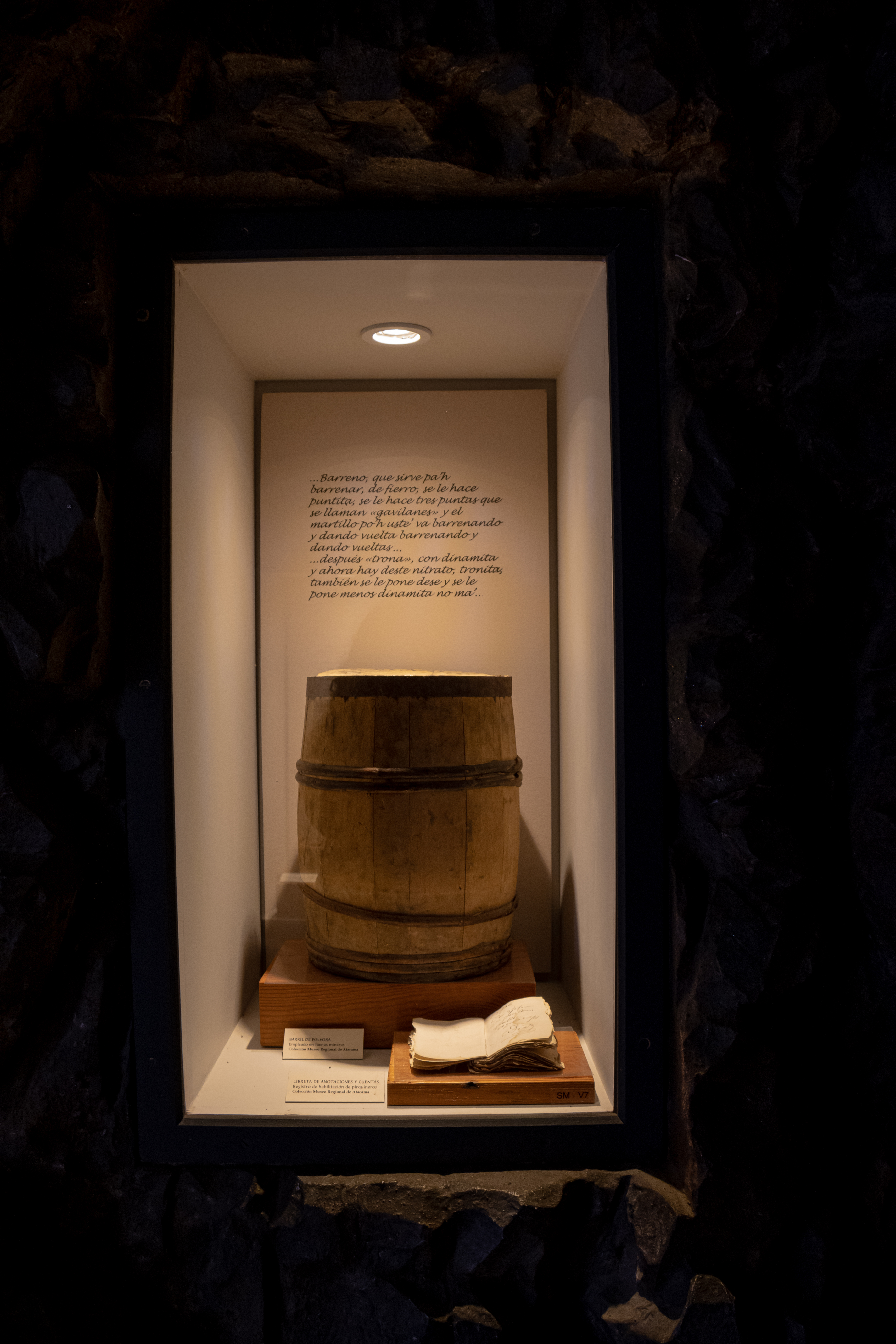
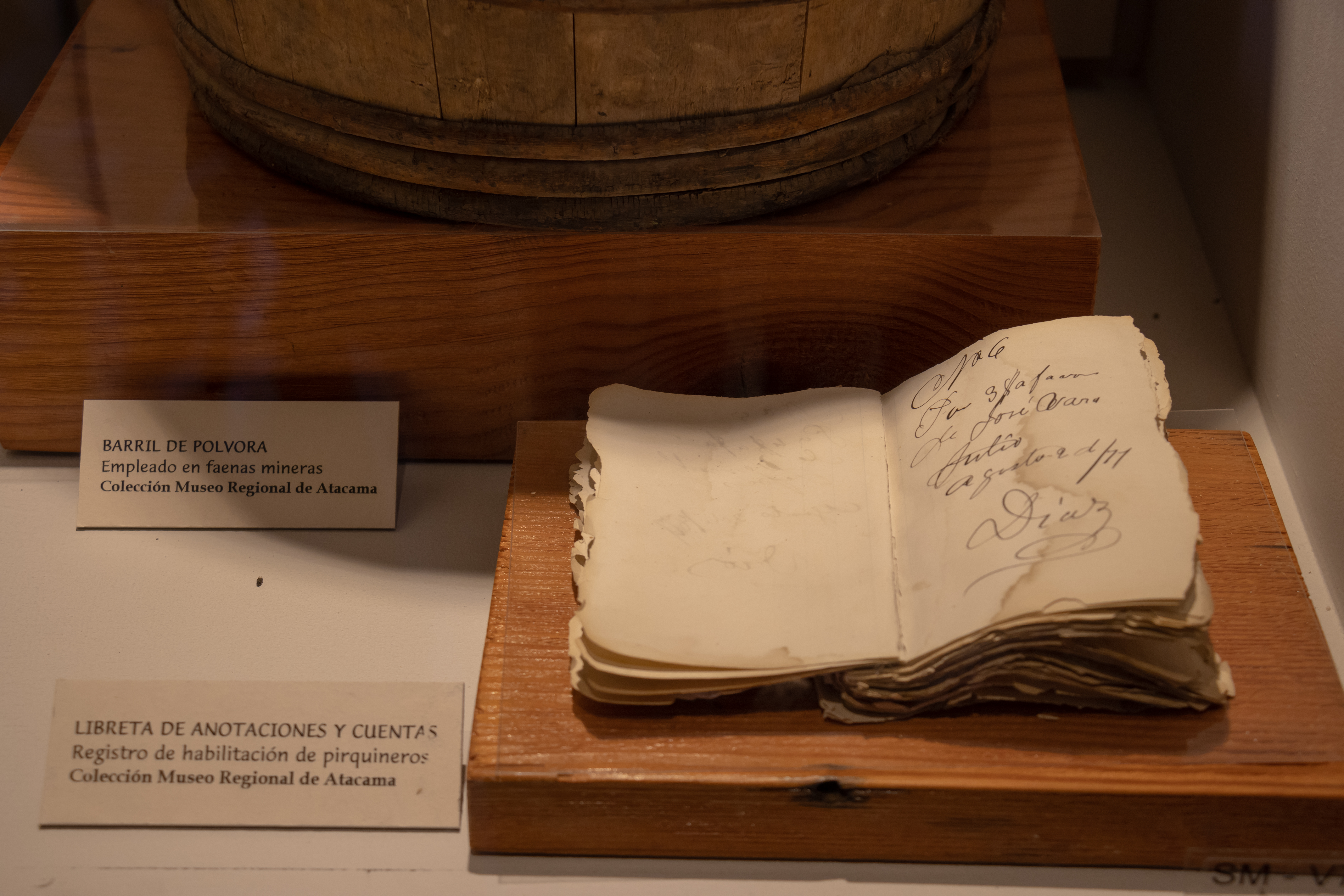
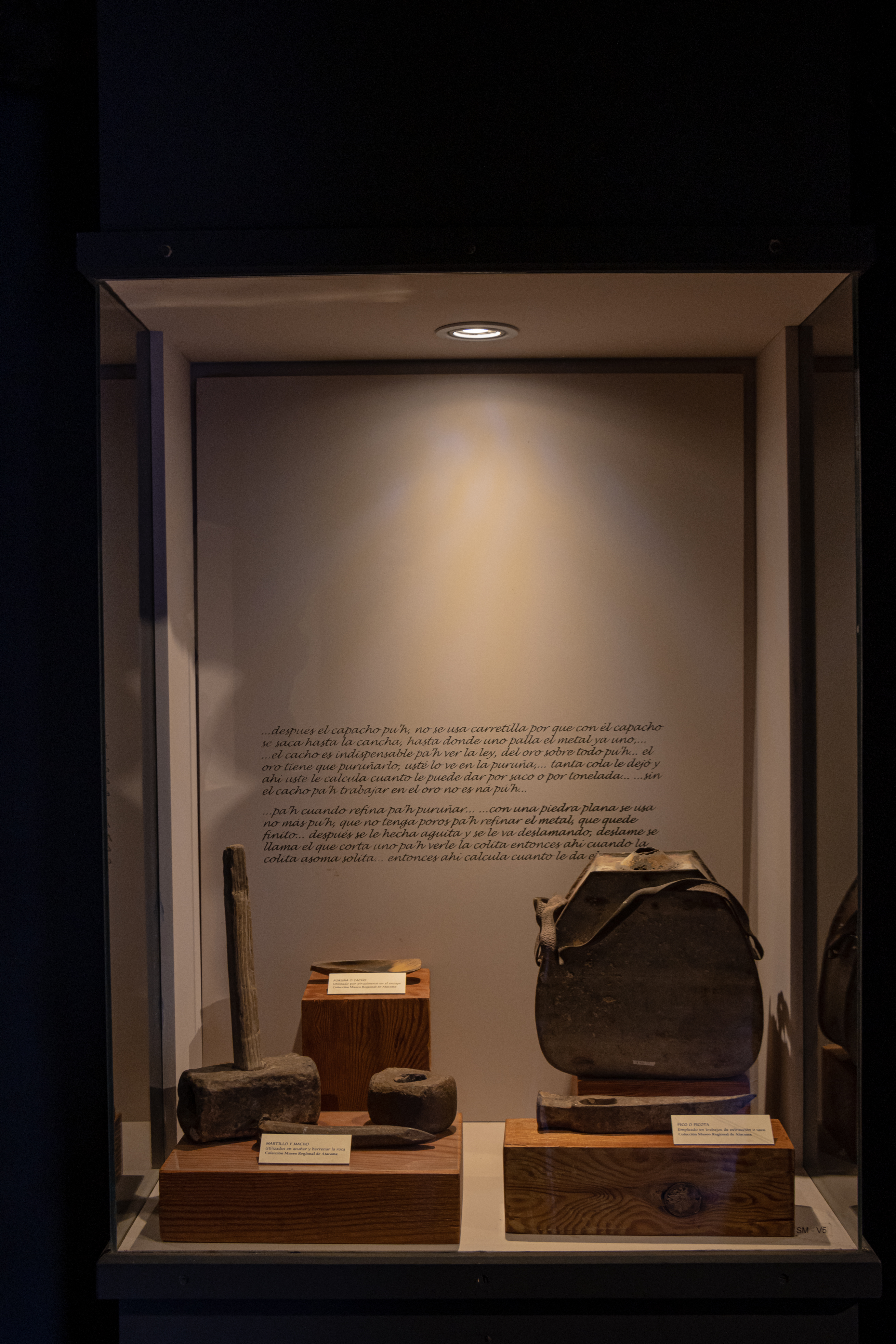
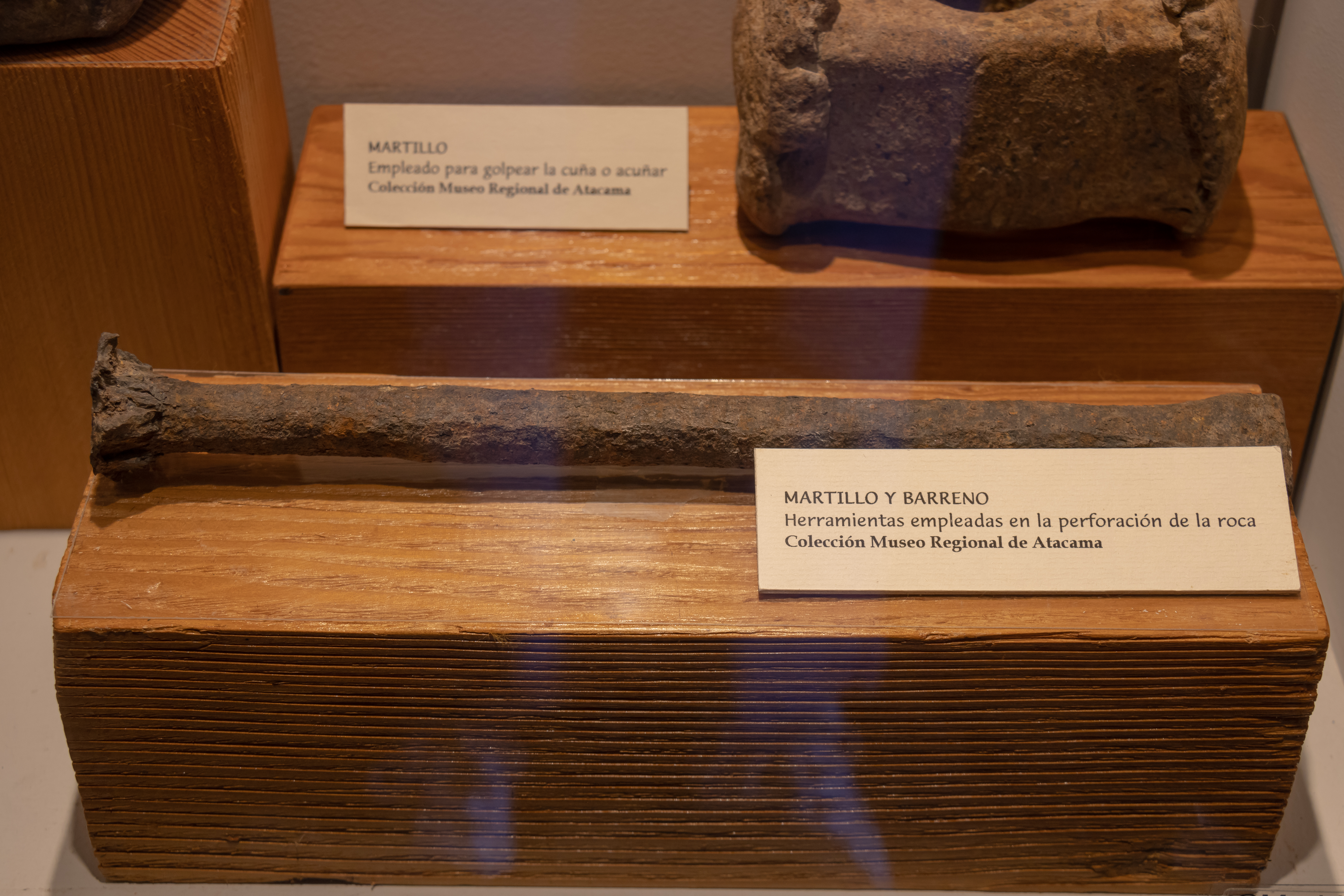
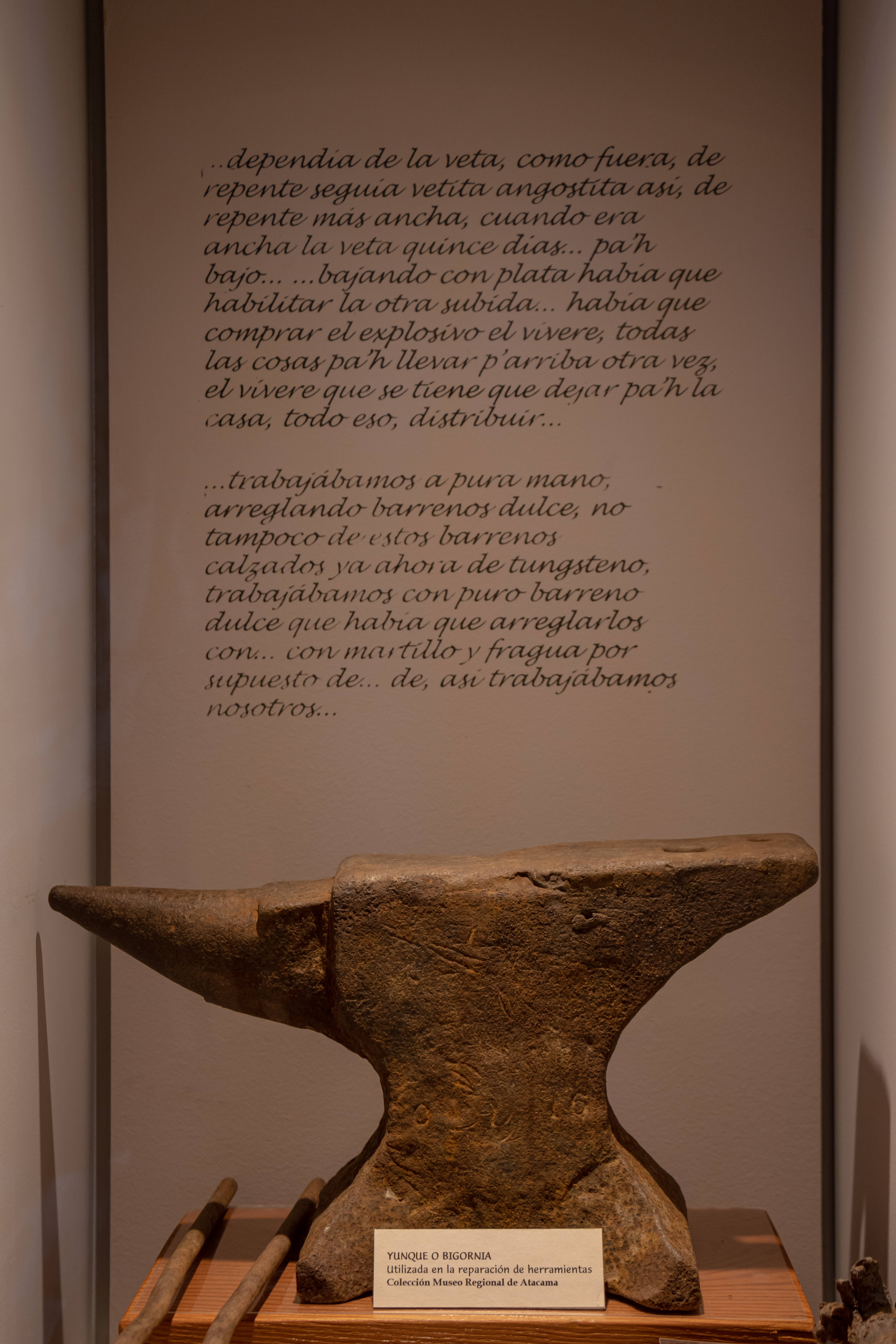
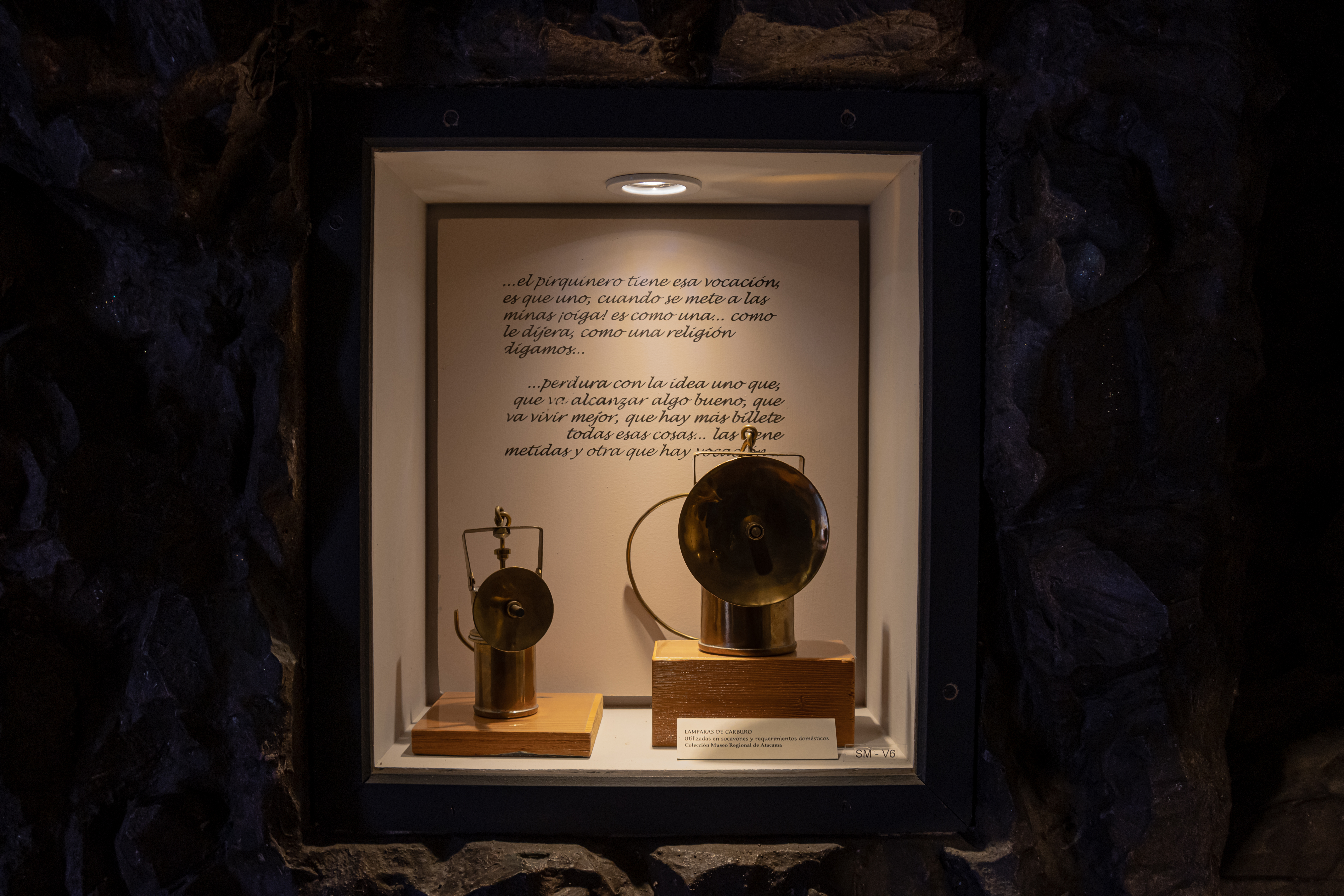
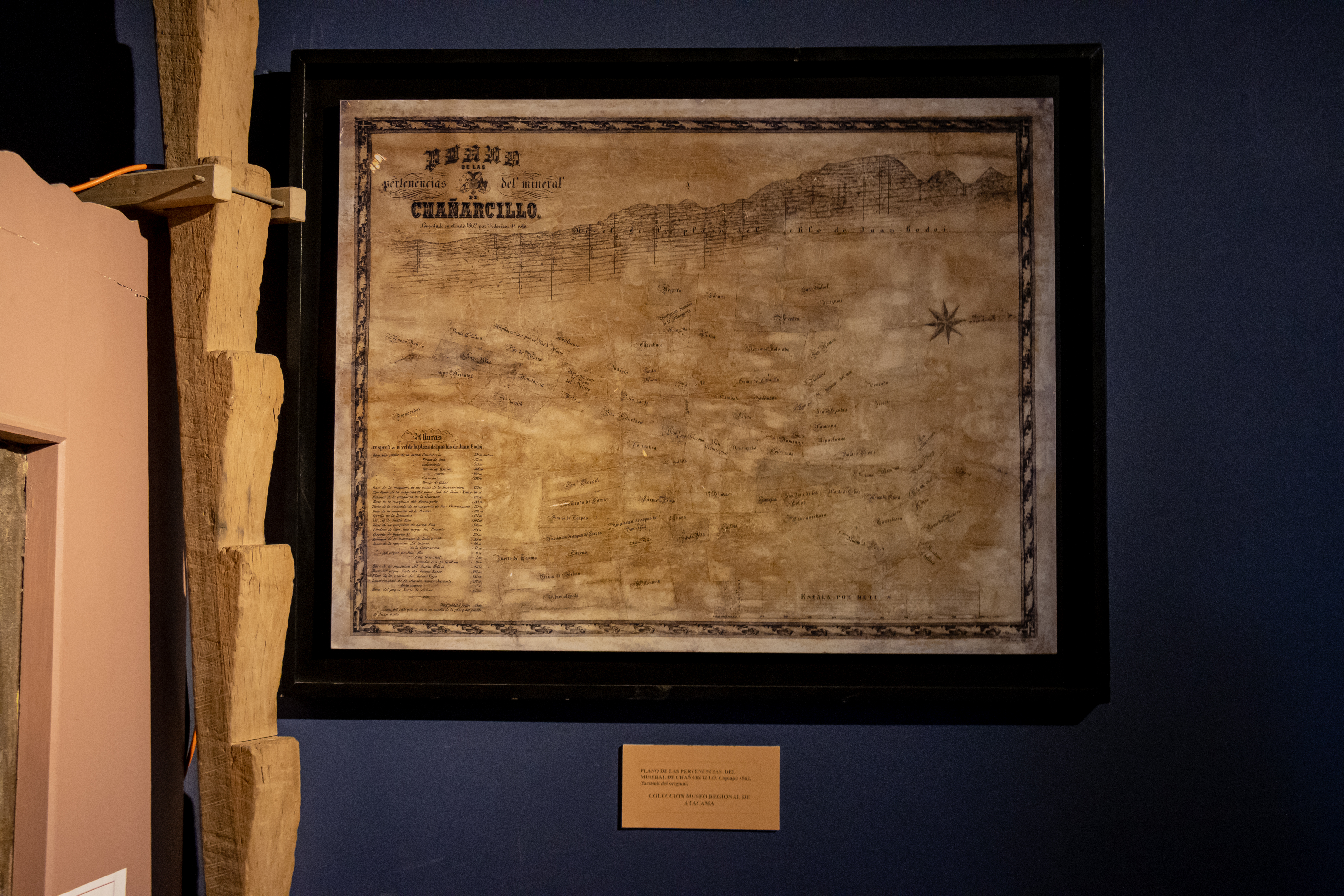
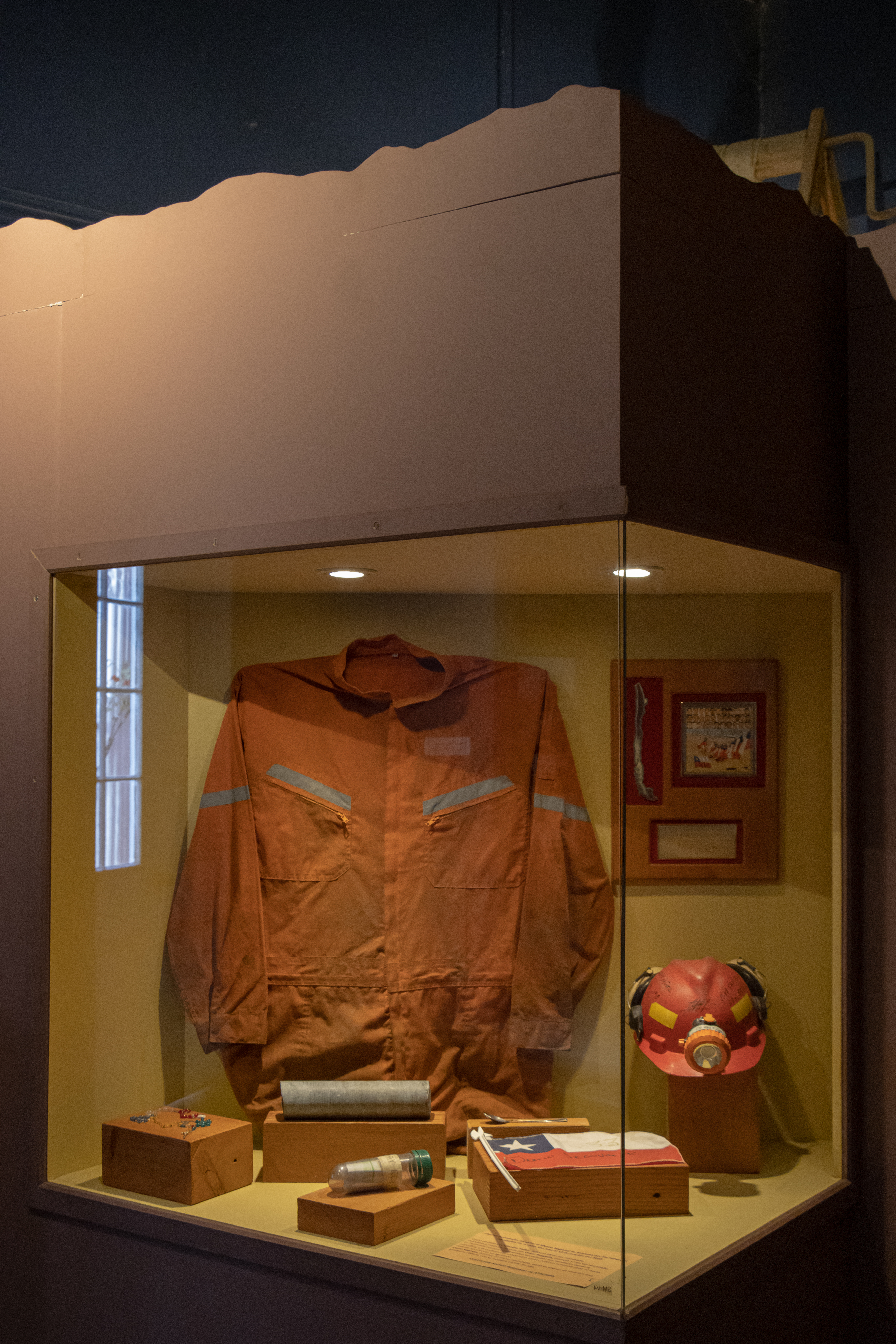
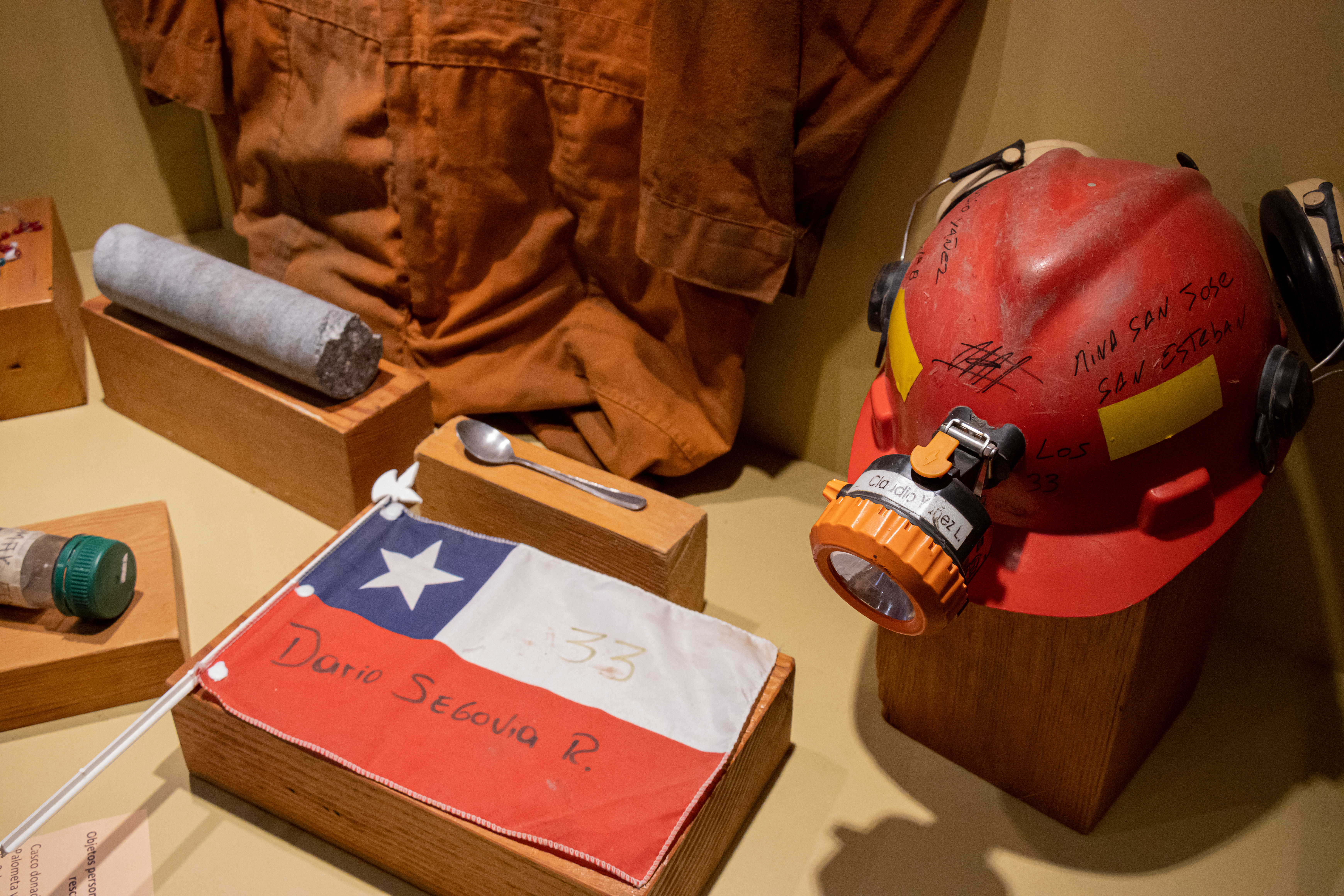
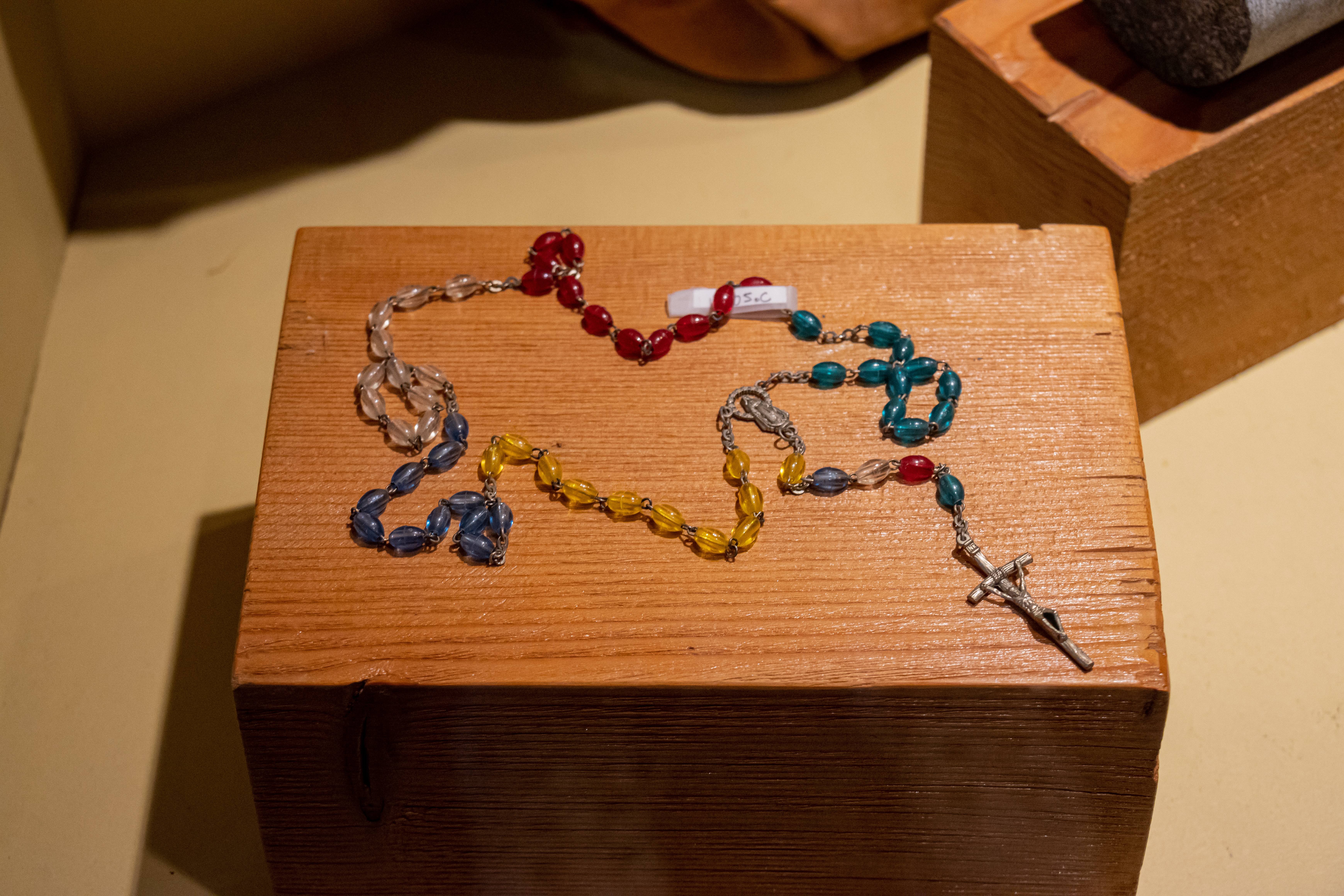
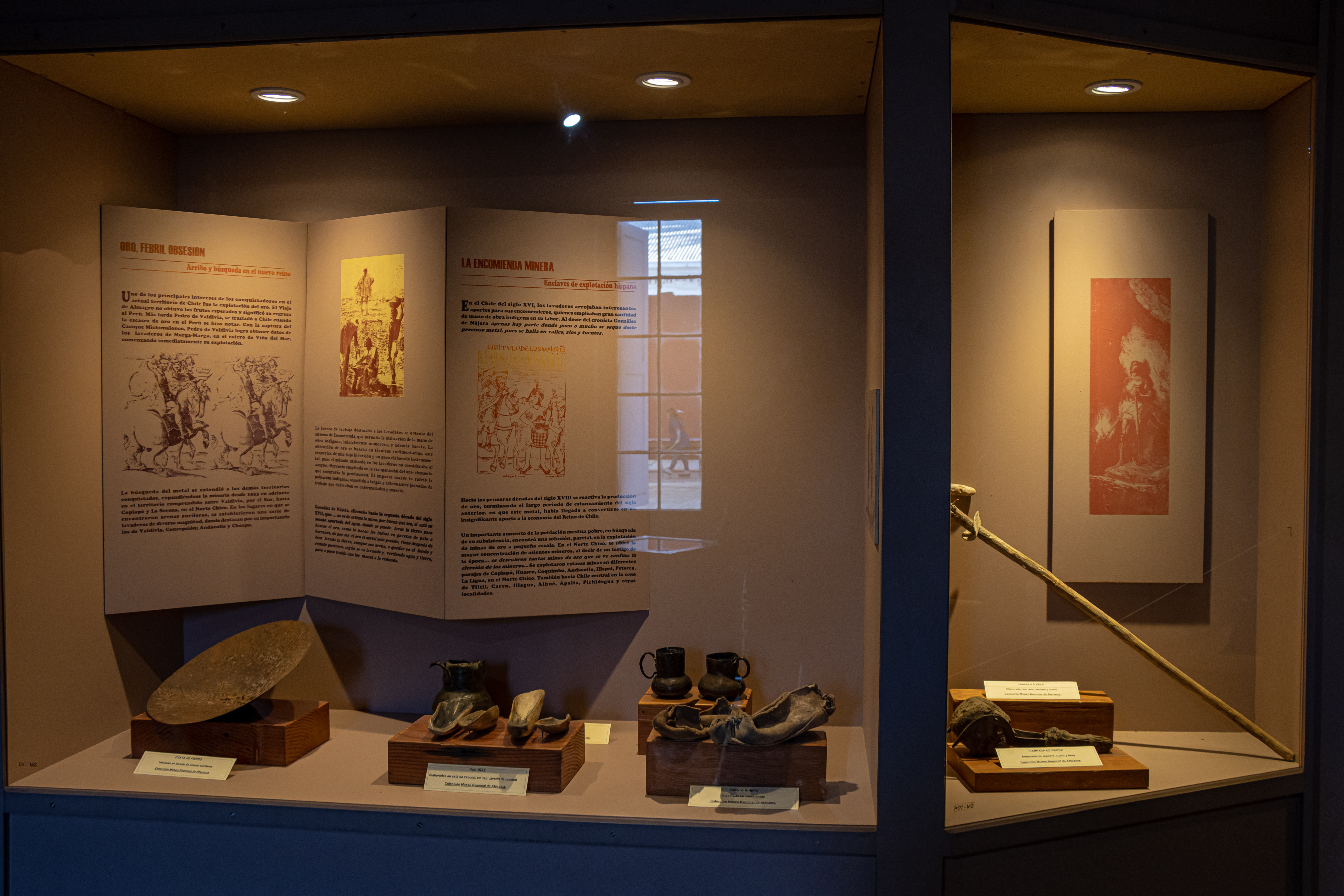
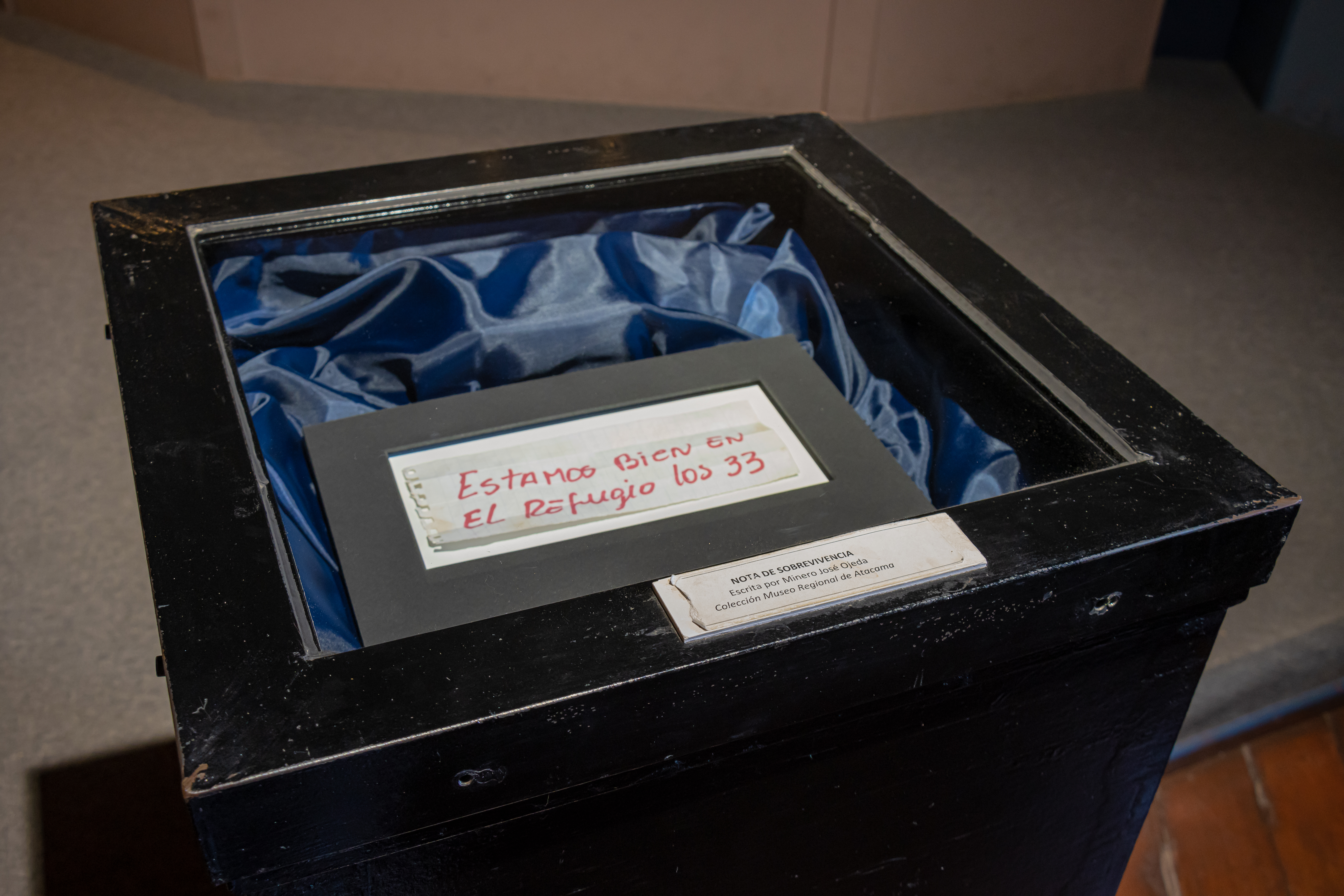